# 上午茶
上午茶，是早餐和午餐之間的加餐，英国英语稱之為，澳大利亚英语則稱之為。上午茶類似下午茶，是早上工作了一會後喝茶、吃小食的時間，於11時左右進食。上午茶和早午餐的分別在於前者是非正式的，而进食早午餐的人在之前尚未進食早餐，而且通常只在歐洲常見。
在英國，典型的上午茶搭配，有茶或咖啡，以及餅乾一類小點心。